# Diana Quijano
Diana Quijano  (Lima, Peru, 1962. április 12. –) perui színésznő, modell.

## Élete
Diana Quijano 1962. április 12-én született Limában. Az öt testvér közül ő a második. Karrierjét 16 évesen kezdte modellként. Egy lánya van, Samikai.

## Filmográfia

### Televízió
- Tierra de Reyes (Telemundo, 2014) .... Beatriz Alcazár de la Fuente
- Niñas mal 2 (MTV Latinoamérica, 2013) .... Maca
- Dama y obrero (Telemundo, 2013) .... Gina Pérez
- Niñas mal (MTV Latinoamérica, 2010) .... Maca
- Los herederos del Monte (Telemundo, 2011) .... Sofía Cañadas
- Bella calamidades (Telemundo, 2009) .... Regina de Galeano
- Victoria (Telemundo, 2007-2008) .... Camila Matiz
- Sin vergüenza (Telemundo, 2007) .... Memé del Solar
- Al son del amor (WAPA-TV, 2005) .... Silvia
- Prisionera (Telemundo, 2004) .... Lucero "Lulú" de Ríobueno
- Vadmacska (Gata salvaje) (Venevisión, 2002) .... Sonia
- Secreto de amor (Venevisión, 2001) .... Isolda García
- A bosszú (Venevisión, 2000) .... Lucía Arciniegas
- Morelia (Televisa, 1995) .... Alexa Ramírez "La Gata"
- Guadalupe (Telemundo, 1993-1994) .... Drogadicta
- Mala mujer (Frecuencia Latina, 1991) .... Silvia Rivasplata
- El hombre que debe morir (Panamericana Televisión, 1989) .... Esther Keller
- No hay por quien llorar (1988) .... Secretaria

### Színház
- Nina de ningunos ojos (1985) .... Creación Colectiva "La niña del cuento"
- Acero Inoxidable (1987) .... Coreografias y Teatro Danza "Bailarina"
- Bolivar (1988) .... Teatro Danza "Manuelita Saenz"
- Sexus (1989) .... Coreografias bailarina.
- Catherine et l'armoire (1991) ....Mutante Femenino
- Cronicas Imakinarias (1991) .... Coreografo/Bailarina
- Pataclaun en la ciudad (1992) ....Muda
- Daniela Frank', libreto para una función clandestina"' (1993).... Daniela
- El tio Mauricio (2001) .... Bailarina
- La Lechuga (2002-2003) .... Virginia
- Carmín, el musical (2011) .... Claudia Menchelli
- Ocho Mujeres(2012).... Pierrette
- Un Tranvia llamado Deseo(2013).... Blanche Dubois

### Filmek
- South Beach Dreams (2006) .... Felicia Torres
- Zona de miedo (2006) Documental-Narracion
- Los Díaz de Doris (1999) .... Amneris López
- Cotidiano (1993).... la mujer
- La manzanita del diablo (1990) .... La Gata
- Fire in the Amazon (1991) Journalist
- Furias (1991) .... La Amante
- Raquel (1991) .... Raquel
- Se sienten pasos (1991) .... Ladrona
- Welcome to Oblivium (1990) .... Radio
- Crime Zone (1989) .... Police Woman 2